# 烏克蘭希臘禮天主教捷爾諾波爾-茲博羅夫總教區
烏克蘭希臘禮天主教捷爾諾波爾-茲博羅夫總教區（拉丁語：Archieparchia Ternopoliensis-Zborovensis）是烏克蘭一個東儀天主教總教區（烏克蘭希臘禮），下轄布恰奇教區及卡緬涅茨-波多利斯基教區。

## 歷史
1993年4月20日分別設立捷爾諾波爾和茲博羅夫兩個教區，2000年7月21日兩教區合併。2011年11月21日升為教省總教區。

## 基本資料
範圍包括烏克蘭赫梅利尼茨基州全部和捷爾諾波爾州北部，教座位於捷爾諾波爾。2010年有教友445,000人（佔轄區人口60.4%）、471個堂區、307名司鐸。現任總主教為瓦西里·西門紐克。